# SOE en Roumanie
Le Special Operations Executive (« Direction des opérations spéciales ») est un service secret britannique qui opéra pendant la Seconde Guerre mondiale dans tous les pays en guerre, y compris en Extrême-Orient. Outre une majorité d'Anglais, on y trouvait des Français, des Belges, des Hollandais et quelques autres agents de diverses nationalités choisis pour participer à des opérations ayant lieu dans leurs pays.
En 1943, une délégation du SOE est parachutée en Roumanie pour coordonner la résistance contre l’occupation nazie. C’est l’opération « Autonomous ». La délégation comprend le colonel britannique Gardyne de Chastelain, le capitaine roumain de marine Silviu Meţianu et Ivor Porter, ancien membre de l’ambassade britannique à Bucarest. À peine posée au sud-ouest de Bucarest, l’équipe est capturée par la gendarmerie roumaine, qui l’attendait, et assignée à résidence, avec le statut de prisonniers de guerre, dans un appartement de la capitale pourvu de télégraphe et de téléphones, où ils reçoivent de nombreuses visites (dont celle du général Constantin Sănătescu, commandant militaire de Bucarest) jusqu’à la nuit du 23 août 1944 lorsque la Roumanie rejoint le camp allié. Peu après les Allemands parachutent Andreas Schmidt, nazi allemand de Roumanie, avec un commando SS pour anéantir « Autonomous » et libérer le maréchal pro-nazi Antonescu afin de le remettre au pouvoir. Le commando nazi échoue, Schmidt est capturé et, comme tous les prisonniers allemands, y compris ceux originaires de la communauté allemande de Roumanie, il sera remis aux Soviétiques conformément aux décisions du gouvernement pro-allié de Constantin Sănătescu. 